# 根岸実花
根岸 実花（ねぎし みか、2008年2月6日 - ）は、日本の女性アイドル、声優。ちゃおガール、声優ユニットおにぱんず!、女性アイドルグループCiào Smilesの元メンバー。群馬県出身。元アミューズ所属。

## 略歴
2019年、ちゃおガール2019オーディションでグランプリを受賞し､ちゃおガールとして芸能界デビュー。
2020年、7月､ちゃおガールによって構成されたアイドルグループCiào Smilesに加入し､アイドルデビューし、2021年に同ユニット解散に伴いアイドル活動を終了。
2022年、アニメ「おにぱん!」でひまわり役の声優に抜擢され、声優デビュー。同時に、おにぱん!の声優で構成されたユニット「おにぱんず!」として活動。
2025年3月31日、アミューズとの契約を終了し退所した。

## 出演

### テレビアニメ
- おにぱん!（2022年、ひまわり）

### テレビドラマ
- 猫カレ -少年を飼う- 第3話（2023年、BSテレ東）[3]

### テレビ番組
- 超無敵クラス（2024年2月4日・11日、3月17日・24日、日本テレビ）
- NHK高校講座世界史探究（2024年4月3日 - 、Eテレ）